# Electrostatic Protected Area
Ein Electrostatic Protected Area (elektrostatisch geschützter Bereich, kurz EPA) oder ein ESD-Arbeitsplatz ist ein Bereich, in welchem elektrostatische Aufladungen, die häufig durch Reibungselektrizität entstehen, durch antistatische Ausrüstung verhindert werden. Entsprechend der aktuellen ESD-Normen werden für ESD-Schutzzonen die maximal zulässigen elektrostatischen Aufladungen entsprechend dem Human-Body-Modell mit 100 V angegeben. Dies dient dem Schutz vor elektrostatischer Entladung (englisch Electro-Static Discharge, ESD), die empfindliche elektronische Bauteile schädigen oder zerstören kann.
Elektrostatisch geschützte Bereiche und ESD-Einzelarbeitsplätze sind fast in der gesamten Elektronik- und Halbleiterfertigung erforderlich.
Man verwendet ableitfähige Bodenbeläge, Tischbeläge, Werkzeuggriffe, Verpackungsmaterial und Kleidung. Der menschliche Körper wird an ESD-Arbeitsplätzen mit einem Erdungsband am Handgelenk auf Erdpotential gehalten. Das Erdungsband gewährleistet eine definierte ableitfähige Verbindung zur Erde, typischerweise über einen elektrischen Widerstand von einem Megaohm.
Bei Materialien unterscheidet man zwischen elektrostatisch dissipativen (ableitende) und elektrostatisch konduktiven (leitende) Materialien. Erstere besitzen lediglich Zusatzbestandteile, die deren elektrische Leitfähigkeit gegenüber Isolierstoffen leicht erhöhen. Man verhindert damit elektrostatische Aufladung, sichert jedoch zugleich, dass gegenüber diesen stattfindende elektrostatische Entladungen nur mit geringer Stromstärke möglich sind.
Elektrostatisch konduktive Materialien besitzen dagegen durch Einarbeiten metallischer Fäden, durch Graphitbahnen oder -Partikel, Graphit- oder Metallschichten eine hohe elektrische Leitfähigkeit.
Elektrostatische Ladungen und deren Feldstärke an Maschinen und Ausrüstungen können mit einem Feldmeter ermittelt werden.